# Rai (diện tích)
Rai (tiếng Thái Lan: ไร่) là một đơn vị đo diện tích, bằng 1.600 m² (40 m × 40 m), dùng để đo diện tích đất. Kích thước hiện nay chính xác bắt nguồn từ mét, nhưng nó lại không thuộc và cũng chẳng được công nhận trong hệ mét hiện đại là hệ đo lường quốc tế SI.
Một rai bằng 4 ngaan hoặc 400 tarangwa tức waa vuông.
Đơn vị diện tích này thông dụng ở Thái Lan và tương đương 16 a (có giá trị bằng 100 m², là một đơn vị đo lường khác cũng dựa trên hệ mét và thông dụng ở nhiều nước, được SI công nhận nhưng không khuyến khích sử dụng).